# غالاغا ريمكس
غالاغا ريمكس (بالإنجليزية: Galaga Remix)، هي لعبة فيديو يابانية، من نوع شوتم أب، تم تطويرها من قبل بانداي نامكو إنترتينمنت، وصدرت على الهواتف الذكية سنة 2009.